# Encarsia gerlingi
Encarsia gerlingi är en stekelart som beskrevs av Gennaro Viggiani 1989. Encarsia gerlingi ingår i släktet Encarsia och familjen växtlussteklar.
Artens utbredningsområde är Kenya. Inga underarter finns listade i Catalogue of Life.